# Grapsicepon rotundum
Grapsicepon rotundum är en kräftdjursart som beskrevs av Sueo M. Shiino1936. Grapsicepon rotundum ingår i släktet Grapsicepon och familjen Bopyridae. Inga underarter finns listade i Catalogue of Life.